# Ututo
Ututo GNU/Linux è una distribuzione di Gentoo composta interamente da software libero, utilizzando il kernel Linux-libre. Il nome fa riferimento ad un tipo di geco presente nel nord dell'Argentina. Tutta la documentazione è in lingua spagnola. È stata la prima distribuzione GNU/Linux completamente libera riconosciuta come tale dal progetto GNU.

## Storia
La distribuzione fu pubblicata nel 2000 da Diego Saravia presso l'Università Nazionale di Salta (Argentina). È stata una delle prime distribuzioni del mondo ad avere CD live e la prima distribuzione GNU/Linux dell'Argentina.
Ututo è stata soprannominata anche GNU/Linux semplice, perché non ha bisogno di alcuna configurazione. Infatti essa rileva automaticamente l'hardware della macchina, chiede solo di "spostare il mouse". Al tempo nessun altro tipo di distribuzione permetteva questo.
Nel 2002, è stato creato Ututo-R, che ha offerto la possibilità di operare come un router software. Questa versione è stata creata da Marcos Zapata e usato nelle scuole pubbliche di Buenos Aires.
Nel 2004 è nato il progetto di e-Ututo, avviato da Daniel Olivera, che è diventato rapidamente il lavoro più importante derivato da Ututo.
Nel 2006, Ututo è stato dichiarato "d'interesse nazionale" da parte della Camera dei Deputati dell'Argentina.
Le ultime versioni di Ututo sono chiamate Ututo XS caratterizzate da molte nuove caratteristiche, tra cui un sistema di installazione più veloce

## Caratteristiche
Ututo è una delle tante distribuzioni GNU/Linux originali che hanno un proprio repository binario completo. Ututo ha anche diversi binari ottimizzati per diversi processori Intel e AMD.. Ciò la rende ragionevolmente veloce su vecchie macchine, come ad esempio quelle utilizzate nei paesi meno sviluppati.
La necessità di un sistema di gestione dei pacchetti per Ututo di facile utilizzo è stato l'argomento di molte discussioni. Pablo Rizzo ha progettato UTUTO Get, un semplice strumento per mantenere un database dei pacchetti durante l'utilizzo di Ututo, modellato sul gestore di pacchetti APT di Debian. Tuttavia, come altre distribuzioni basate su Gentoo, Ututo è compatibile con Portage.

## Curiosità
Il fondatore del progetto GNU, Richard Stallman, dopo aver approvato la distribuzione, la usava sul suo computer personale, prima di passare a gNewSense e infine a Trisquel GNU/Linux.